# Myrna Hansen
Myrna Hansen (nacida el 5 de agosto de 1934) es una actriz, modelo y ganadora de concursos de belleza estadounidense, quién ganó Miss USA 1953.

## Educación
Hansen es hija de Mr. y Mrs. Raymond  E. Hansen. Se graduó en el Carl Schurz High School de Chicago, Illinois, en junio de 1953. Antes de competir en el concurso de Miss Universo de 1953, Hansen tenía previsto estudiar ganadería en Colorado. Ya había enviado por correo su matrícula para la admisión a la universidad, aspirando a convertirse en veterinaria

## Concursos de belleza
Hansen fue elegida Miss Photoflash de 1953 por la Asociación de Fotógrafos de Prensa de Chicago. Fue inscrita en el concurso de Miss Estados Unidos al ganar este título. Medía 1,70 metros y pesaba 125 libras. Sus medidas incluían un busto de 37 -, una cintura de 25 - y unas caderas de 35 -. A finales de 1955 su busto había aumentado una pulgada. Sus medidas son 38 - 25 - 33. Es rubia y tiene ojos marrones.

### Miss Universe
Tras ganar la corona de Miss Illinois USA, Hansen, de Chicago, pasó a ser la primera representante de Illinois en conseguir el título de Miss USA. Fue elegida subcampeona en el concurso de Miss Universe de 1953. Hedda Hopper informó en marzo de 1954 que Hansen debería haber obtenido el título de Miss Universo. La ganadora, Christiane Martel de Francia, fue expuesta por tener sólo diecisiete años cuando ganó.
En enero de 1954, Hansen acompañó a Martel en el sexagésimo quinto desfile anual del Torneo de las Rosas. Iban a bordo de la carroza de desfile titulada American Heritage. Era una entrada de la ciudad de Long Beach, California. Adornada con cupidos y miles de orquídeas blancas y crisantemos, la carroza obtuvo el premio del sorteo.

## Actriz de cine
Hansen negoció un nuevo contrato de siete años con Universal en agosto de 1954. El acuerdo estipulaba que su salario comenzaría en 200 dólares semanales, con opciones a 900 dólares semanales. Al ser menor de edad, se le exigía que comprara semanalmente un bono del Tesoro de los Estados Unidos de 25 dólares. Cuando cumplió 21 años en agosto de 1955, reclamó 2.400 dólares en bonos, que le habían sido retenidos en la oficina del secretario del Condado de Los Ángeles.[cita requerida]
Poco después de negociar su contrato, Hansen rodó The Purple Mask (1955). Su personaje, Constance de Voulois, era una de las tres mujeres espías de la película. El escenario era la Francia de la Revolución Francesa. A este proyecto le siguió un papel como prometida de Jack Kelly en Cult of the Cobra (1955). Interpretó a una corista en Party Girl (1958), una película en la que aparecían Robert Taylor y Cyd Charisse. Sus últimos papeles en el cine fueron en Goodbye Charlie (1964) y Black Caesar (1973).[cita requerida]

## Televisión
En diciembre de 1955 Hansen debutó en televisión en The George Burns and Gracie Allen Show. Apareció en la pantalla durante ocho minutos del programa de la CBS-TV. Esta duración fue mayor que el tiempo total en pantalla de las quince películas que había hecho. Hansen apareció en dos apariciones adicionales como el interés amoroso de Ronnie Burns.
Actuó en episodios de The Thin Man (1957), Hawaiian Eye (1960), 77 Sunset Strip (1960), Westinghouse Playhouse (1960), Straightaway (1962), y Green Acres (1971).
En 1959 Hansen hizo publicidad para la loción bronceadora Coppertone como modelo.

## Filmografía
- Man Without a Star (1955)
- Cult of the Cobra (1955)
- There's Always Tomorrow (1956)
- Party Girl (1958)
- Goodbye Charlie (1964)